# Moe Ishihara
Pour les articles homonymes, voir Ishihara.
Moe Ishihara (石原 萌, Ishihara Moe),née le 23 mai 1986, à Okinawa, Japon, est une actrice japonaise. Elle débute, en 1997, en tant qu'idole japonaise, membre des groupes de J-pop Folder, puis Folder5, en 2000. Après la séparation de ce groupe en 2003, elle commence une carrière d'actrice, apparaissant dans quelques émissions de télévision et campagnes publicitaires.